# Orlando Sanford International Airport

i7
i11
i13
Der Orlando Sanford International Airport (IATA-Code: SFB, ICAO-Code: KSFB) ist der internationale Verkehrsflughafen der amerikanischen Kleinstadt Sanford im US-Bundesstaat Florida. Er ist der kleinere der beiden Verkehrsflughäfen in der Metropolregion Greater Orlando.

## Lage und Verkehrsanbindung
Der Orlando Sanford International Airport befindet sich fünf Kilometer südöstlich von Sanford und 30 Kilometer nordöstlich von Orlando. Westlich des Flughafens verlaufen der U.S. Highway 17 und die Florida State Route 417, diese verbinden Sanford mit Orlando. Außerdem verläuft nördlich des Flughafens die Florida State Route 46, welche die Stadt mit der Ostküste Floridas verbindet. Der Flughafen ist nicht in den Öffentlichen Personennahverkehr eingebunden, die Passagiere müssen auf Mietwagen, Taxis und ähnliche Dienste zurückgreifen.

## Geschichte

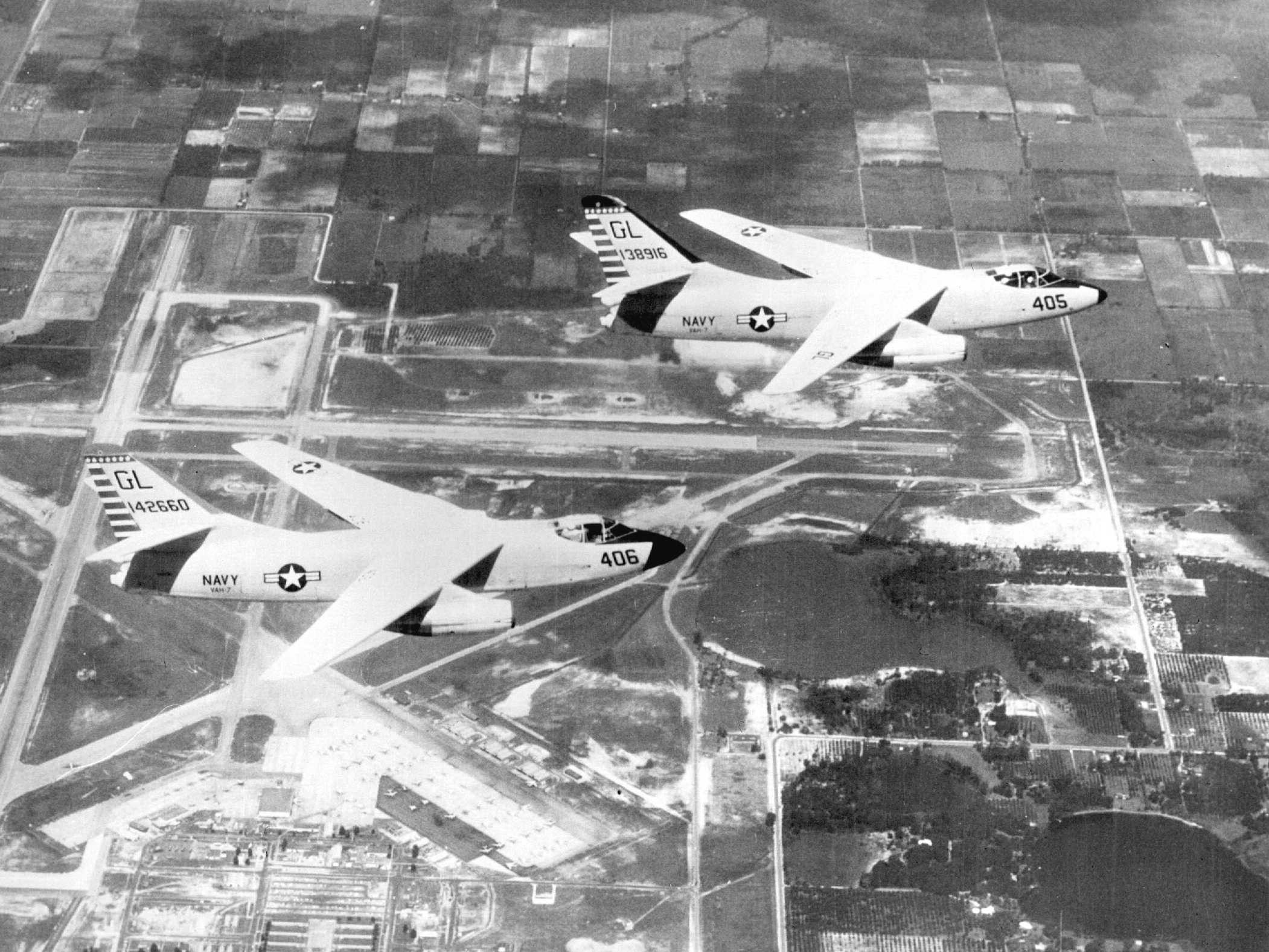
Zwei Douglas A-3B Skywarrior über der Naval Air Station Sanford

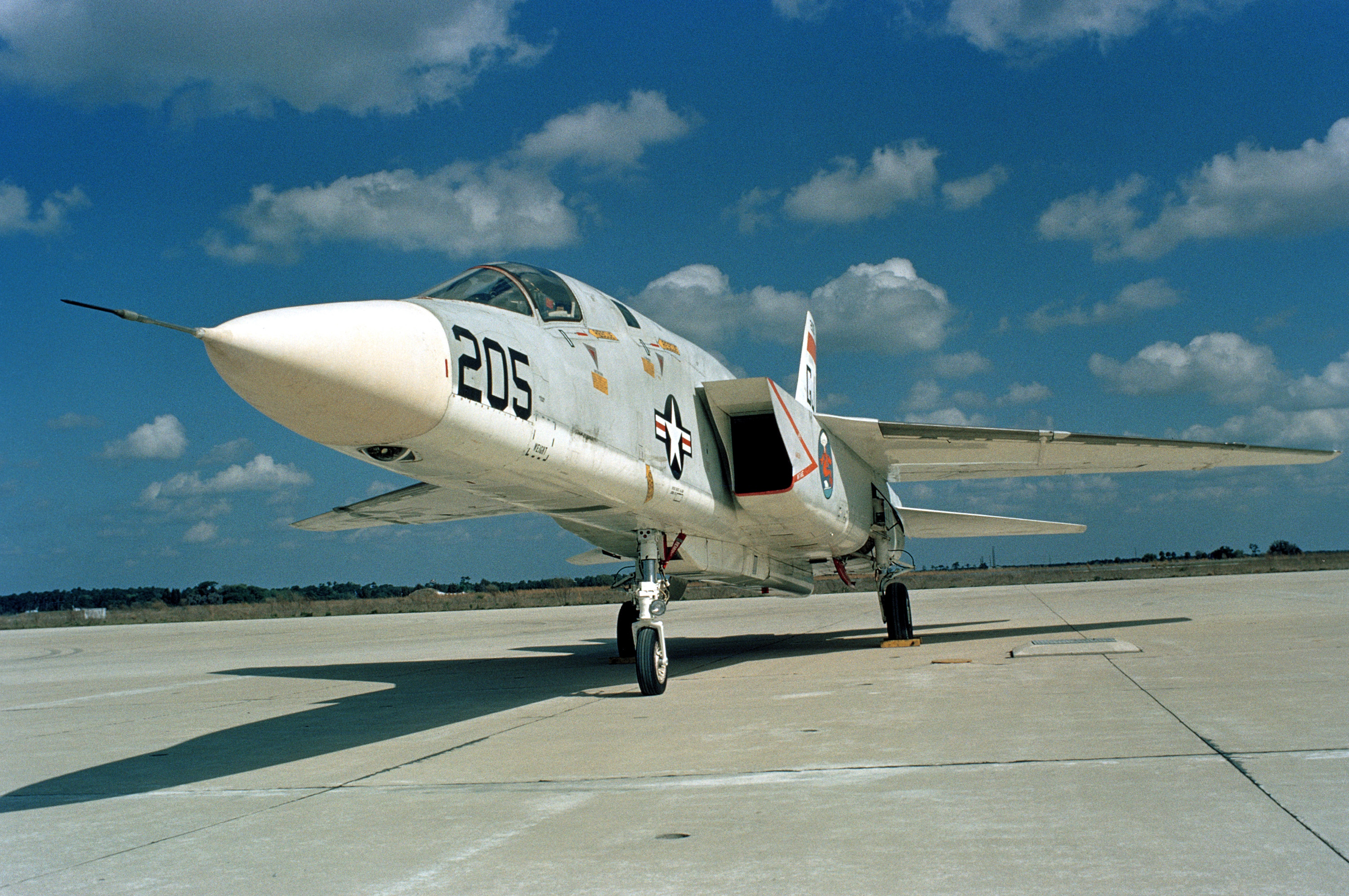
Eine North American RA-5C auf der Naval Air Station Sanford

Die Geschichte des Orlando Sanford International Airport begann vor den 1940er Jahren als Flughafen mit zwei Start- und Landebahnen. Am 11. Juni 1942 übertrug die Stadt Sanford den Flughafen im Zusammenhang mit dem Zweiten Weltkrieg auf die United States Navy. Am 3. November 1942 erhielt der Flughafen die Bezeichnung Naval Air Station Sanford. Im Jahr 1943 nahm die Naval Air Station als Trainingsbasis den Betrieb auf. Nach dem Ende des Zweiten Weltkriegs wurde die Basis im Jahr 1946 stillgelegt und der Flughafen wieder an die Stadt Sanford verkauft. 
Aufgrund des Kalten Kriegs und des Koreakriegs kaufte die U.S. Navy den Flughafen im Jahr 1950 oder 1951 wieder zurück. Außerdem erweiterte sie das Flughafengelände deutlich und nutzte die Basis als Naval Auxiliary Air Station Sanford erneut als Trainingsbasis. Später wurde die Basis wieder in Naval Air Station Sanford umbenannt. Zeitweise waren Trägerflugzeuge vom Typ Douglas A-3 Skywarrior auf der NAS Sanford stationiert, in den 1960er Jahren folgte die North American A-5 Vigilante. Im Juni 1968 wurde die Basis endgültig geschlossen, die Einheiten wurden auf die Naval Air Station Albany in Georgia verlegt. Im Folgejahr kaufte die Stadt den Flughafen erneut und vermarktete ihn als Sanford Airport für eine Nutzung durch die allgemeine Luftfahrt. Im Jahr 1970 wurde das Sanford Aviation Department gegründet. Im Jahr 1971 wurde die Sanford Airport Authority gegründet, welche den Flughafen seitdem betreibt.
Im Jahr 1991 wurde ein Rollweg zu einer Start- und Landebahn ausgebaut, zu Beginn trug diese die Kennung 09R/27L. Im Jahr 1992 wurde das Terminal B errichtet, allerdings gab es anfangs noch keinen größeren kommerziellen Flugbetrieb. Im Jahr 1995 wurde das internationale Terminal A errichtet. Im gleichen Jahr wurden erste Flüge in das Vereinigte Königreich aufgenommen. Im Jahr 1996 wurde der Flughafen in Orlando Sanford International Airport umbenannt. Im Jahr 1997 oder 1999 wurde die Start- und Landebahn 09R/27L errichtet, um die allgemeine Luftfahrt besser vom kommerziellen Flugbetrieb auf der Start- und Landebahn 09L/27R zu trennen. Außerdem wurde die Kennung der alten Start- und Landebahn 09R/27L in 09C/27C geändert. Im Jahr 1999 wurden erstmals Inlandslinienflüge angeboten.
Zwischen 2000 und 2001 wurde das für Inlandsflüge genutzte Terminal B erweitert. Im Jahr 2005 begann Allegiant Air, den Orlando Sanford International Airport zu nutzen. Am Ende des Jahres 2005 war Allegiant Air bereits die mit Abstand wichtigste Fluggesellschaft des Flughafens. Im Jahr 2007 folgte die Errichtung eines Parkhauses. Zwischen 2008 und 2015 wurden die Start- und Landebahnen 09R/27L und 09L/27R verlängert. Im Jahr 2017 wurde eine neue Gepäckanlage fertiggestellt. Im Jahr 2018 wurde das östliche Vorfeld des Passagierterminals erweitert, im gleichen Jahr begann die Erweiterung des Passagierterminals.
TUI Airways bot über mehrere Jahre internationale Flüge in das Vereinigte Königreich an, jedoch wurden die Flüge 2022 zum Orlando Melbourne International Airport verlegt.
Seit einigen Jahren dient der Flughafen Orlando Sanford auch als Flugzeugfriedhof, auf dem Flugzeuge während vorübergehender Stilllegung abgestellt, oder aber ausgeschlachtet und verwertet werden.

## Flughafenanlagen
Der Orlando Sanford International Airport hat eine Gesamtfläche von 971 Hektar.

### Start- und Landebahnen
Der Orlando Sanford International Airport verfügt über vier Start- und Landebahnen. Dabei verlaufen drei Start- und Landebahnen parallel. Die nördliche Start- und Landebahn trägt die Kennung 09L/27R, ist 3353 Meter lang und 46 Meter breit. Die mittlere Start- und Landebahn 09C/27C ist 1091 Meter lang und 23 Meter breit und kann nur von der allgemeinen Luftfahrt genutzt werden. Die südliche Start- und Landebahn 09R/27L ist 1780 Meter lang und 23 Meter breit. Die Querwindbahn 18/36 ist 1829 Meter lang und 46 Meter breit. Die parallelen Start- und Landebahnen verfügen über einen Belag aus Asphalt, während der Belag bei der Querwindbahn 18/36 zum Teil auch aus Beton besteht.

### Passagierterminals
Der Orlando Sanford International Airport verfügt über zwei Passagierterminals mit insgesamt 16 Flugsteigen und ebenso vielen Fluggastbrücken. Früher war das Terminal in das Terminal A, in dem auch internationale Flüge abgefertigt werden konnten, und das Terminal B unterteilt.

## Fluggesellschaften und Ziele
Der Orlando Sanford International Airport dient der Fluggesellschaft National Airlines als Heimatflughafen. Außerdem ist er die größte Basis von Allegiant Air. Daneben bietet auch Flair Airlines in der Wintersaison Linienflüge an.
Vom Orlando Sanford International Airport aus werden insgesamt 70 Ziele angeflogen. Allegiant Air fliegt 66 Ziele in den Vereinigten Staaten. Flair Airlines fliegt saisonal vier Ziele in Kanada an.

## Verkehrszahlen
| Jahr | Passagierzahlen | Passagierzahlen | Passagierzahlen | Luftfracht (Tonnen) | Flugbewegungen |
| Jahr | National        | International   | Gesamt          | Luftfracht (Tonnen) | Flugbewegungen |
| ---- | --------------- | --------------- | --------------- | ------------------- | -------------- |
| 1995 | 45.967          | 2.219           | 48.186          | -                   | -              |
| 1996 | 55.675          | 613.901         | 669.576         | 6.483               | -              |
| 1997 | 68.987          | 975.509         | 1.044.496       | 15.737              | -              |
| 1998 | 69.042          | 1.129.761       | 1.198.803       | 14.586              | 380.918        |
| 1999 | 61.375          | 878.587         | 939.962         | 10.365              | 363.224        |
| 2000 | 172.349         | 914.286         | 1.086.635       | 12.517              | 371.821        |
| 2001 | 269.061         | 953.330         | 1.222.391       | 9.192               | 397.560        |
| 2002 | 396.043         | 867.619         | 1.263.662       | 7.858               | 373.302        |
| 2003 | 455.748         | 798.114         | 1.253.862       | 7.588               | 385.303        |
| 2004 | 781.742         | 1.052.573       | 1.834.315       | 8.362               | 357.076        |
| 2005 | 563.931         | 1.085.306       | 1.649.237       | 8.456               | 319.243        |
| 2006 | 637.267         | 1.008.722       | 1.645.989       | 8.296               | 319.050        |
| 2007 | 842.741         | 937.754         | 1.780.495       | 7.496               | 294.781        |
| 2008 | 1.071.666       | 765.581         | 1.837.247       | 5.370               | 225.011        |
| 2009 | 1.246.699       | 455.713         | 1.702.412       | 2.215               | 219.745        |
| 2010 | 767.057         | 398.378         | 1.165.435       | 3.491               | 189.675        |
| 2011 | 1.129.496       | 447.811         | 1.577.307       | 2.939               | 218.181        |
| 2012 | 1.362.284       | 453.445         | 1.815.729       | 3.179               | 301.072        |
| 2013 | 1.613.881       | 418.799         | 2.032.680       | 3.112               | 269.708        |
| 2014 | 1.885.193       | 299.508         | 2.184.701       | 1.627               | 220.630        |
| 2015 | 2.232.871       | 247.251         | 2.480.122       | 1.316               | 294.462        |
| 2016 | 2.449.035       | 303.375         | 2.752.410       | 610                 | 289.759        |
| 2017 | 2.626.363       | 296.083         | 2.922.446       | 332                 | 307.064        |
| 2018 | 2.850.212       | 244.275         | 3.094.487       | 117                 | 322.589        |
| 2019 | 3.060.960       | 230.152         | 3.291.112       | 827                 | 357.483        |
| 2020 | 1.534.065       | 10.976          | 1.545.041       | 8                   | 236.348        |
| 2021 | 2.383.372       | 12.026          | 2.395.398       | 0                   | 177.301        |
| 2022 | 2.712.976       | 88.502          | 2.801.478       | 0                   | 189.761        |

1. ↑  Bis 1999 wird lediglich internationale Luftfracht berücksichtigt.

### Verkehrsreichste Strecken
| Rang | Stadt                     | Passagiere | Fluggesellschaft |
| ---- | ------------------------- | ---------- | ---------------- |
| 01   | Allentown, Pennsylvania   | 91.820     | Allegiant        |
| 02   | Knoxville, Tennessee      | 68.450     | Allegiant        |
| 03   | Asheville, North Carolina | 65.330     | Allegiant        |
| 04   | Grand Rapids, Michigan    | 54.880     | Allegiant        |
| 05   | Cincinnati, Ohio          | 51.850     | Allegiant        |
| 06   | Harrisburg, Pennsylvania  | 42.530     | Allegiant        |
| 07   | Flint, Michigan           | 35.320     | Allegiant        |
| 08   | Indianapolis, Indiana     | 34.640     | Allegian         |
| 09   | Concord, North Carolina   | 30.140     | Allegiant        |
| 10   | Bangor, Maine             | 29.190     | Allegiant        |